# Międzynarodowy Park Pokoju Waterton-Glacier
Międzynarodowy Park Pokoju Waterton-Glacier (ang. Waterton-Glacier International Peace Park) to oficjalna nazwa określająca wspólnie graniczące ze sobą Park Narodowy Waterton Lakes w Kanadzie oraz Park Narodowy Glacier w Stanach Zjednoczonych.
Parki otrzymały wspólną nazwę w 1932 roku i w ten sposób powstał pierwszy międzynarodowy park narodowy na świecie. W 1976 roku został uznany za rezerwat biosfery UNESCO, a w 1995 roku wpisany na listę światowego dziedzictwa UNESCO.